# Hipismo nos Jogos Pan-Americanos de 2019 - CCE por equipes
A competição do CCE por equipes foi um dos eventos do hipismo nos Jogos Pan-Americanos de 2019. Foi disputada de 2 a 4 de agosto no Clube Equestre Militar La Molina, em Lima.

## Calendário
Horário local (UTC-5).
| Data        | Horário | Fase          |
| ----------- | ------- | ------------- |
| 2 de agosto | 9:00    | Adestramento  |
| 3 de agosto | 11:00   | Cross Country |
| 4 de agosto | 10:30   | Salto         |

## Medalhistas
|  | USA Estados Unidos                                                                                     |  | BRA Brasil |  | CAN Canadá |
|  | Lynn Symansky (RF Cool Play) Tamie Smith (Mai Baum) Doug Payne (Starr Witness) Boyd Martin(Tsetserleg) |  | Ruy Fonseca (Ballypatrick SRS) Rafael Losano (Fuiloda G) Marcelo Tosi (Starbucks) Carlos Parro (Quaikin Qurious) |  | Karl Slezak (Fernhill Wishes) Dana Cooke (Mississippi) Colleen Loach (Golden Eye) Jessica Phoenix (Pavarotti) |

## Resultados
| Pos.              | Nacionalidade      | Ginete                                                         | Cavalo                                                           | Adestramento            | Adestramento | Adestramento | Cross country             | Cross country | Cross country | Salto            | Salto   | Salto | Total                           | Total   |
| Pos.              | Nacionalidade      | Ginete                                                         | Cavalo                                                           | Individual              | Equipe       | Pos.         | Individual                | Equipe        | Pos.          | Individual       | Equipe  | Pos.  | Individual                      | Equipe  |
| ----------------- | ------------------ | -------------------------------------------------------------- | ---------------------------------------------------------------- | ----------------------- | ------------ | ------------ | ------------------------- | ------------- | ------------- | ---------------- | ------- | ----- | ------------------------------- | ------- |
| Medalha de ouro   | USA Estados Unidos | Boyd Martin Lynn Symansky Douglas Payne Tamra Smith            | Tsetserleg RF Cool Play Starr Witness Mai Baum                   | 25.60 29.20 28.00 22.80 | 76.40        | 1            | 0.00 8.40 34.00           | 8.40          | 1             | 0.00             | 0.00    | 1     | 25.60 29.20 36.40 #76.80        | 91.20   |
| Medalha de prata  | BRA Brasil         | Ruy Fonseca Carlos Parro Rafael Losano Marcelo Tosi            | Ballypatrick SRS Quaikin Qurious Fuiloda G Starbucks             | 31.80 28.10 33.00 26.00 | 85.90        | 3            | 1000.00 6.80 4.40 19.40   | 30.60         | 2             | – 0.00 0.40 4.00 | 4.40    | 3     | # 1000.00 34.90 37.80 49.40     | 122.10  |
| Medalha de bronze | CAN Canadá         | Dana Cook Jessica Phoenix Karl Slezak Colleen Loach            | Mississippi Pavarotti Fernhill Wishes Golden Eye                 | 32.80 27.40 27.70 26.20 | 81.30        | 2            | 77.60 9.60 31.20 61.60    | 102.40        | 3             | – 0.00 0.00      | 0.00    | 1     | # 1000.00 37.00 58.90 87.80     | 183.70  |
| 4                 | MEX México         | Pedro Gutiérrez Guillermo de Campo Enrique Mercado José Triana | California Mail Quelite Tehuacan Violento                        | 46.50 31.20 35.80 38.80 | 105.80       | 4            | 1000.00 16.80 16.40 85.60 | 118.80        | 5             | – 4.00 16.00     | 24.00   | 4     | #1000.00 52.00 56.20 140.40     | 248.60  |
| 5                 | ARG Argentina      | Ignacio Zone Juan Gallardo Luciano Brunello Marcelo Rawson     | Remonta San Jorge Espuelas Atila Maria Teresa Felicitas Almendro | 37.10 40.20 39.80 43.50 | 117.10       | 6            | 1000.00 14.80 26.40 64.80 | 106.00        | 4             | – 8.00 8.00      | 24.00   | 4     | #1000.00 63.00 74.20 131.30     | 268.50  |
| 6                 | PER Peru           | Marcelino Cárdenas Hans Pierola Diego Carpio Juan Solis        | Vento Conterina Z Qouter Alpacino Z                              | 45.50 45.30 43.30 43.30 | 131.90       | 10           | 60.00 1000.00 15.20 60.80 | 136.00        | 6             | – 0.00 8.00      | 1008.00 | 6     | # 1000.00 1000.00 58.50 112.10  | 1170.60 |
|                   | CHI Chile          | Carlos Labbé Guillermo Heyermann Luis Larrondo Carlos Lobos    | Quilano Bipolar Puerto Octay Ranco                               | 39.20 45.40 40.90 31.00 | 111.10       | 5            | 1000.00 35.20 18.40       | 1053.6        | 7             | –                | –       | –     | 1000.00 76.10 49.40             | 1125.50 |
|                   | GUA Guatemala      | Wylder Rodríguez Sarka Kolackova Stefanie Brand Carlos Sueiras | Escapitos-S Carneval 32 Ginfer Palo Blanco Valentina RN          | 40.60 35.70 41.40 43.50 | 117.70       | 7            | 24.00 1000.00             | 2024.00       | 8             | –                | –       | –     | 64.60 #1000.00 1000.00          | 2064.60 |
|                   | URU Uruguai        | Luis Aranco Rodrigo Abella Lucía Chieza Alejandro Quintana     | SVR Gruñon SVR Árbitro SVR Enérgico SVR Fraile de Sta Lucia      | 41.30 44.30 43.20 41.00 | 125.50       | 8            | 1000.00 31.60 1000.00     | 2031.60       | 9             | –                | –       | –     | # 1000.00 1000.00 74.80 1000.00 | 2074.80 |
|                   | COL Colômbia       | Mauricio Bermudez Juan Eisenmayer Jhonatan Rodríguez           | Fernhill Nightshift Blue Moon Caipirina                          | 41.60 44.20 41.40       | 127.20       | 10           | 1000.00                   | 3000.00       | 10            | –                | –       | –     | 1000.00 1000.00 1000.00         | 3000.00 |